# 蝦名清一
蝦名 清一（えびな きよかず、1980年2月1日 - ）は、日本の俳優。ヒラタオフィス所属。
東京都出身。血液型はB型。身長173cm。

## 主な出演作品

### テレビドラマ
- ラスト・フレンズ 第9話（2008年、フジテレビ） エキストラ出演
- ザ・ライバル「少年サンデー・少年マガジン物語」（2009年、NHK） - ドラマ部分にて藤子・F・不二雄（30歳頃）を演じる。

### TV
- 人気者でいこう!（テレビ朝日）

### CM
- 任天堂 『ゲームボーイ』
- マクドナルド
- NTTドコモ
- マイクロソフト 『Xbox』
- ライオン株式会社 『ブレスエイド』（2006年）
- かっぱ寿司
- 九州通信ネットワーク
- AOKIホールディングス もてスリム（2007年 - 2008年） - 共演：上戸彩

### PV
- 片瀬那奈『Shine/REVENGE〜未来への誓い〜』（2003年5月28日）
- ポルノグラフィティ『愛が呼ぶほうへ』（2003年11月6日）
- MEGARYU『止まったままの恋時計』（2010年）
- 藤澤ノリマサ『桜の歌』（2011年）

### 舞台
- PROPAGANDA STAGE キューポラのある街（2004年）
- 爆弾を胸に抱いて（2010年）

### 映画
- バトル・ロワイアルII 鎮魂歌（2003年） - 男子19番：森島達郎 役
- すくらんぶる・ハーツ　〜恋のソナタ〜（2003年） - 松本信夫 役
- アクショングラフィティー（2004年） - 矢島三郎 役
- 僕のリビドー（2004年） - 宇野保男 役
- 鏡（2004年）

### ゲーム
- SIREN2（2006年2月9日） - 永井頼人 役

### その他
- SCEJ携帯サイト内「SCEJキャラクター」に永井頼人の待ち受け画像
- バトルロワイヤルIIカードゲーム
- 「未来へのペダル」 〜中卒・29才 康介の高卒認定〜